# Elektrostrojarska škola Varaždin
Elektrostrojarska škola Varaždin (skr. ESŠ(V)), poznata i kao »Mec«, javna je srednja tehnička škola u Varaždinu.
Utemeljena je kao Školski centar za stručno obrazovanje metalskih i elektrotehničkih kadrova 1962., skraćeno »MEC«.
Preustrojem škola u RH mijenja naziv u današnji. 1. rujna 1992. škola je upisana u sudski registar Trgovačkoga suda u Varaždinu. 

## Obrazovni smjerovi
Škola nudi obrazovanje u sljedećim područjima:
- elektrotehnike
- strojarstva
- poštansko-telekomunikacijskog prometa
- grafike
- računalstva
- mrežnog dizajna i multimedijskih tehnologija

### Trogodišnja/Četverogodišnja zanimanja
Alatničar, autoelektričar, bravar, elektroinstalater, elektromonter, elektroničar-mehaničar, finomehaničar, glodač, grafičar dorade, grafičar pripreme, grafičar tiska, grafičar dizajner multimedijskog sadržaja, grafički urednik, puškar, tokar i precizni mehaničar.
Tehničari:
Tehničar za računalstvo, elektrotehničar, tehničar za elektroniku, tehničar za mehatroniku, tehničar za telekomunikacije i tehničar pt prometa.

## Ostalo
U radionicama i praktikumima škola obavlja uslužnu i proizvodnu djelatnost te prodaju vlastitih proizvoda.[nedostaje izvor]

## Vanjske poveznice
- Službene mrežne stranice  Arhivirana inačica izvorne stranice od 4. travnja 2005. (Wayback Machine)